# 奧澤爾納 (特諾皮爾州)

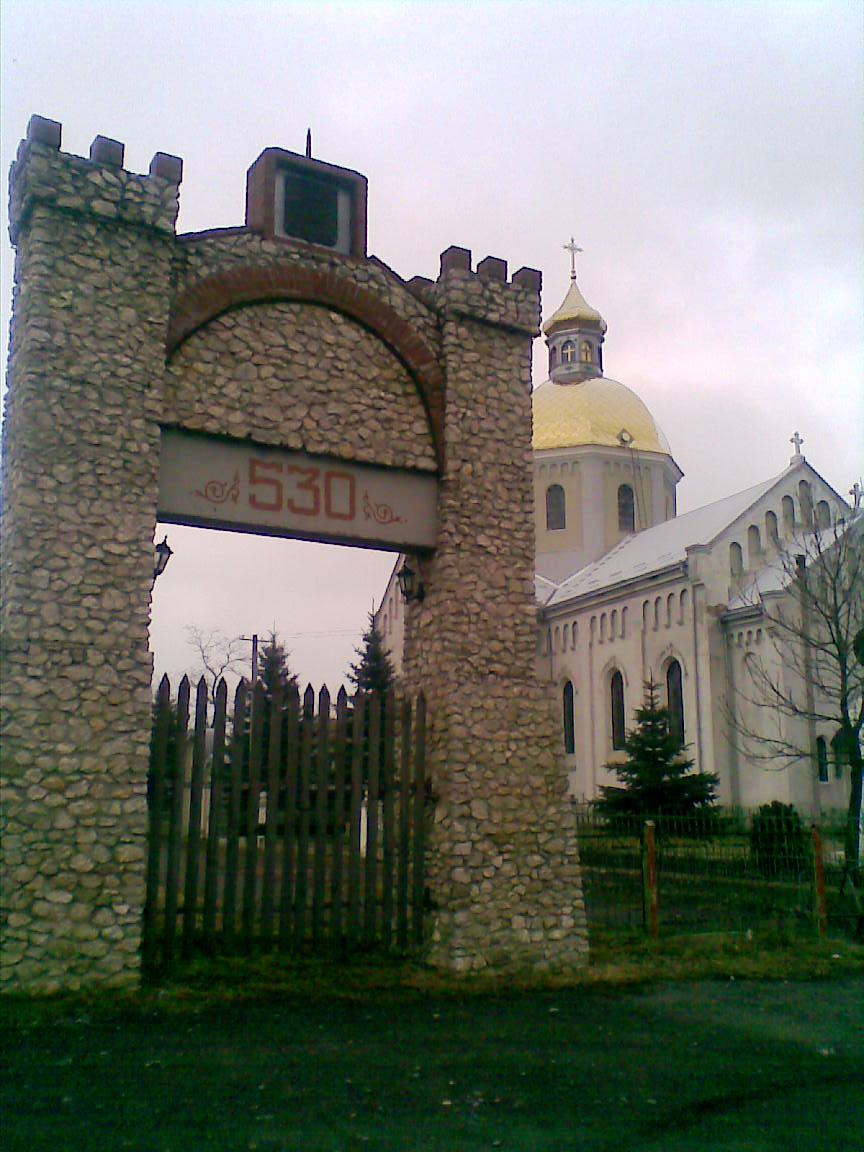

奧澤爾納（羅馬化：Ozerna）是位於烏克蘭西部特諾皮爾州特諾皮爾區的村莊，處於沃蘇什卡河畔，始建於1469年，面積9.4平方公里，海拔高度357米，2022年人口3,900。